# Clonaria tardigrada
Clonaria tardigrada är en insektsart som först beskrevs av Sjöstedt 1934.  Clonaria tardigrada ingår i släktet Clonaria och familjen Diapheromeridae. Inga underarter finns listade i Catalogue of Life.